# Phare de Punta Curupacha
Le phare de Punta Curupacha (en espagnol : Faro de PuntaCurupacha) est un phare actif situé sur Punta Curupacha (ceb) dans la province de Puntarenas au Costa Rica. Il est géré par l'Autorité portuaire de Puntarenas.

## Histoire
Le phare se situe à l'extrémité de la péninsule d'Osa, à l'entrée du golfe Dulce et à 15 km à l'ouest de Golfito.

## Description
Ce phare est une tour en acier à claire-voie, avec une galerie et une lanterne. La tour est peinte en jaune. Il émet, à une hauteur focale d'environ 91 m, un éclat blanc par période de 4 secondes. Sa portée n'est pas connue.
Identifiant : Amirauté : G3284 - NGA : 111-15472 .

### Lien connexe
- Liste des phares du Costa Rica